# Vladislav Deulin
Vladislav Deulin (1994) es un deportista ruso que compite en escalada. Ganó una medalla de oro en el Campeonato Europeo de Escalada de 2019, en la prueba de velocidad.

## Palmarés internacional
| Campeonato Europeo | Campeonato Europeo      | Campeonato Europeo | Campeonato Europeo |
| Año                | Lugar                   | Medalla            | Prueba             |
| ------------------ | ----------------------- | ------------------ | ------------------ |
| 2019               | Edimburgo (Reino Unido) | Medalla de oro     | Velocidad          |